# Благовещение Богородично (Глобочени)
„Благовещение Благородично“ (на албански: Lajmërimi) е православна скална църква в Албания, на около час от село Глобочени. Църквата се намира на западния бряг на Преспанското езеро, на височина от около 25 метра. От живописта е запазена само композицията „Благовещение“, изписана над самия вход в един полукръгъл люнет. Датирането на композицията е края на XIV век.